# Caloptilia heringi
Caloptilia heringi är en fjärilsart som beskrevs av Tosio Kumata 1966. Caloptilia heringi ingår i släktet Caloptilia och familjen styltmalar. Inga underarter finns listade i Catalogue of Life.